# Alessandro Gadaletta
Alessandro Gadaletta (falecido em 1572) foi um prelado católico romano que serviu como bispo de Nusco (1563–1572).

## Biografia
No dia 30 de janeiro de 1563, Alessandro Gadaletta foi nomeado pelo Papa Pio IV como Bispo de Nusco. Serviu como Bispo de Nusco até à sua morte em 1572. Enquanto bispo, foi o consagrador principal de Lelio Giordano, bispo de Acerno.